# Neuseeländische Cricket-Nationalmannschaft in den West Indies in der Saison 1984/85
Die Tour der neuseeländischen Cricket-Nationalmannschaft auf die West Indies in der Saison 1984/85 fand vom 29. März bis zum 23. April 1985 statt. Die internationale Cricket-Tour war Bestandteil der Internationalen Cricket-Saison 1984/85 und umfasste vier Tests und fünf ODIs. Die West Indies gewannen die Test-Serie 2–0 und die ODI-Serie 5–0.

## Vorgeschichte
Neuseeland spielte zuvor eine Tour gegen Pakistan, die West Indies ein Drei-Nationen-Turnier in Australien.
Das letzte Aufeinandertreffen der beiden Mannschaften bei einer Tour fand in der Saison 1979/80 in Neuseeland statt.

## Stadien
Die folgenden Stadien wurden für die Tour als Austragungsort vorgesehen.
| Stadt         | Land                | Stadion                   | Kapazität | Spiele               |
| ------------- | ------------------- | ------------------------- | --------- | -------------------- |
| Albion        | Guyana              | Albion Sports Complex     | 15.000    | 3. ODI               |
| Bridgetown    | Barbados            | Kensington Oval           | 11.000    | 3. Test; 5. ODI      |
| Georgetown    | Guyana              | Bourda Cricket Ground     | 25.000    | 2. Test              |
| Kingston      | Jamaika             | Sabina Park               | 20.000    | 4. Test              |
| Port of Spain | Trinidad und Tobago | Queen’s Park Oval         | 25.000    | 1. Test; 2. & 4. ODI |
| St. John’s    | Antigua und Barbuda | Antigua Recreation Ground | 12.000    | 1. ODI               |

## Kaderlisten
| Test | Test | ODI | ODI |
| West Indies | Neuseeland | West Indies | Neuseeland |
| --- | --- | --- | --- |
| - Clyde Butts - Winston Davis - Jeff Dujon - Joel Garner - Larry Gomes - Gordon Greenidge - Roger Harper - Desmond Haynes - Michael Holding - Gus Logie - Malcolm Marshall - Viv Richards - Richie Richardson - Courtney Walsh | - Stephen Boock - John Bracewell - Chris Cairns - Ewen Chatfield - Jeremy Coney - Jeff Crowe - Martin Crowe - Richard Hadlee - Geoff Howarth - Ken Rutherford - Ian Smith - Derek Stirling - Gary Troup - John Wright | - Eldine Baptiste - Winston Davis - Jeff Dujon - Joel Garner - Larry Gomes - Gordon Greenidge - Roger Harper - Desmond Haynes - Michael Holding - Gus Logie - Viv Richards - Richie Richardson | - John Bracewell - Chris Cairns - Ewen Chatfield - Jeremy Coney - Jeff Crowe - Martin Crowe - Richard Hadlee - Ron Hart - Geoff Howarth - Ken Rutherford - Ian Smith - Gary Troup - John Wright |

## Tests

### Erster Test in Port of Spain
| 29. März – 3. April Scorecard | Port of Spain | West Indies 307 (106.3) & 261-8d (72) | – | Neuseeland 262 (100.3) & 187-6 (81) |
|                               |               | Remis                                 |   |                                     |

### Zweiter Test in Georgetown
| 6. – 11. April Scorecard | Georgetown | West Indies 511-6d (152.5) & 268-6d (95) | – | Neuseeland 440 (151.5) |
|                          |            | Remis                                    |   |                        |

### Dritter Test in Bridgetown
| 26. April – 1. Mai Scorecard | Bridgetown | Neuseeland 94 (47.4) & 248 (80.3)  | – | West Indies 336 (93.1) & 10-0 (1.4) |
|                              |            | West Indies gewinnt mit 10 Wickets |   |                                     |

### Vierter Test in Kingston
| 4. – 8. Mai Scorecard | Kingston | West Indies 363 (116.4) & 59-0 (17) | – | Neuseeland 138 (55.5) & 283 (102.4) (f/o) |
|                       |          | West Indies gewinnt mit 10 Wickets  |   |                                           |

### Erstes ODI in St. John’s
| 20. März Scorecard | St. John’s | West Indies 231-8 (46/46)       | – | Neuseeland 208-8 (46/46) |
|                    |            | West Indies gewinnt mit 23 Runs |   |                          |

### Zweites ODI in Port of Spain
| 27. März Scorecard | Port of Spain | Neuseeland 51-3 (22/22)           | – | West Indies 55-4 (17/22) |
|                    |               | West Indies gewinnt mit 6 Wickets |   |                          |

### Drittes ODI in Albion
| 14. April Scorecard | Albion | West Indies 259-5 (50)           | – | Neuseeland 129 (48.1) |
|                     |        | West Indies gewinnt mit 130 Runs |   |                       |

### Viertes ODI in Port of Spain
| 17. April Scorecard | Port of Spain | Neuseeland 116 (42.2)              | – | West Indies 117-0 (24.2) |
|                     |               | West Indies gewinnt mit 10 Wickets |   |                          |

### Fünftes ODI in Bridgetown
| 23. April Scorecard | Bridgetown | West Indies 265-3 (49/49)        | – | Neuseeland 153-8 (49/49) |
|                     |            | West Indies gewinnt mit 112 Runs |   |                          |